# Vasco Live 2023
Il Vasco Live 2023 (denominato anche Vasco Live Giugno_023 o Vasco Live XXIII) è stata una tournée del cantautore italiano Vasco Rossi, che si è svolta in 5 stadi italiani dal 2 al 29 giugno 2023. Inizialmente previste 2 date per ogni tappa, l'elevatissima richiesta di biglietti (260.000 venduti nelle prime 4 ore ) porta gli organizzatori a raddoppiare le date a Bologna, aggiungendone altre due l'11 e 12 giugno.

## Le date
| Data              | Città             | Luogo                  | Biglietti venduti       | Note                             |
| ----------------- | ----------------- | ---------------------- | ----------------------- | -------------------------------- |
| 1º giugno 2023    | Rimini            | Stadio Romeo Neri      |                         | soundcheck riservato al fan club |
| 2 giugno 2023     | Rimini            | Stadio Romeo Neri      | 24.000                  | data zero                        |
| 6 giugno 2023     | Bologna           | Stadio Renato Dall'Ara | 40.000                  |                                  |
| 7 giugno 2023     | Bologna           | Stadio Renato Dall'Ara | 40.000                  |                                  |
| 11 giugno 2023    | Bologna           | Stadio Renato Dall'Ara | 40.000                  |                                  |
| 12 giugno 2023    | Bologna           | Stadio Renato Dall'Ara | 40.000                  |                                  |
| 16 giugno 2023    | Roma              | Stadio Olimpico        | 65.000 (da confermare)  |                                  |
| 17 giugno 2023    | Roma              | Stadio Olimpico        | 65.000 (da confermare)  |                                  |
| 22 giugno 2023    | Palermo           | Stadio Renzo Barbera   | 40.000 (da confermare)  |                                  |
| 23 giugno 2023    | Palermo           | Stadio Renzo Barbera   | 40.000 (da confermare)  |                                  |
| 28 giugno 2023    | Salerno           | Stadio Arechi          | 40.000 (da confermare)  |                                  |
| 29 giugno 2023    | Salerno           | Stadio Arechi          | 40.000 (da confermare)  |                                  |
| TOTALE SPETTATORI | TOTALE SPETTATORI | TOTALE SPETTATORI      | 474.000 (da confermare) |                                  |

## La scaletta
In scaletta, oltre al brano mai eseguito in precedenza "Un respiro in più" tratto dall'ultimo album, trovano posto alcuni importanti ripescaggi del passato come Dillo alla luna e Domani sì, adesso no, oltre che a Canzone per la prima volta da 10 anni eseguita per intero.
1. Intro - Dillo alla luna
2. Stendimi
3. Rock’n’Roll Show
4. Non Sei Quella Che Eri
5. Ogni Volta
6. Domani Sì, Adesso No
7. Ti Prendo E Ti Porto Via
8. Una Canzone D’amore Buttata Via
9. Un Respiro In Più
10. Manifesto Futurista Della Nuova Umanità
11. Interludio 2023 / Echo Lake
12. XI Comandamento
13. C'è Chi Dice No
14. Gli Spari Sopra
15. Se Ti Potessi Dire
16. Vivere
17. T'immagini
18. Rewind
19. Siamo Soli
20. Canzone
21. L'amore L'amore
22. Medley: Come Nelle Favole, Non L'hai Mica Capito, Cosa Ti Fai, Il Blues Della Chitarra Sola, Ormai È Tardi, Incredibile Romantica
23. Ridere Di te
24. Sally
25. Siamo Solo Noi
26. Vita Spericolata
27. Albachiara